# ستان الكسندر
ستان الكسندر (بالإنجليزية: Stan Alexander)‏ (17 سبتمبر 1905 في المملكة المتحدة - 5 يونيو 1961 بكينغستون أبون هال في المملكة المتحدة) هو لاعب كرة قدم بريطاني (وحمل سابقاً جنسية المملكة المتحدة لبريطانيا العظمى وأيرلندا) في مركز مهاجم داخلي. لعب مع برادفورد سيتي وتوتنهام هوتسبير ونادي أكرينغتون ستانلي ونادي ميلوول وهال سيتي.